# Kriegsmarine
De Kriegsmarine was de Duitse zeemacht van 1935 tot 1945. De Kriegsmarine was de opvolger van de Reichsmarine, die na het verdrag van Versailles de Kaiserliche Marine verving.
Toen Adolf Hitler in 1933 aan de macht kwam werd de Kriegsmarine weer opgebouwd en werd admiraal Erich Raeder de nieuwe opperbevelhebber. Na diens ontslag, begin 1943, werd Karl Dönitz bevelhebber. De Kriegsmarine was tijdens deze periodes een van de onderdelen van de Wehrmacht. In die periode groeide de marine weer uit tot een geduchte zeemacht.

## Het interbellum
Na het einde van de Eerste Wereldoorlog werden de Duitse oorlogsschepen opgebracht naar de Britse marinebasis Scapa Flow. In afwachting van een akkoord brachten de Duitsers hier echter op 21 juni 1919 zelf hun slagschepen tot zinken.

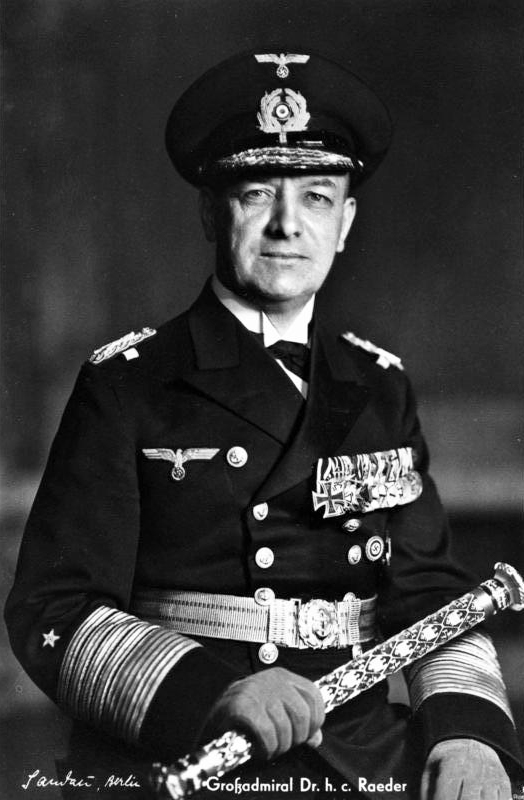
Erich Raeder

Het verdrag van Versailles beperkte de Duitse vloot tot zes pre-dreadnought pantserschepen, zes lichte kruisers, twaalf torpedobootjagers en twaalf torpedoboten. Onderzeeboten waren verboden. De kruisers en de pantserschepen mochten pas na twintig jaar vervangen worden en vervangende pantserschepen mochten de 10.000 ton niet te boven gaan. Nieuwe kruisers mochten zelfs niet boven de 6000 ton komen, torpedobootjagers waren beperkt tot 800 en torpedoboten tot 200 ton. Ook mocht de marine niet meer dan 15.000 man tellen. Veel meer dan een beperkte kustverdedigingstaak was met deze vloot niet mogelijk.
Ruim vijftien jaar accepteerde Duitsland dit verbod. Drie van de pre-dreadnought pantserschepen werden vervangen door nieuwe pantserschepen die officieel de opgelegde limieten respecteerden, maar in werkelijkheid toch de opgelegde beperking qua tonnage overschreden. Ook de lichte kruisers werden vervangen, weerom met overschrijding van de tonnage beperkingen.
In 1928 werd Erich Raeder, een admiraal uit de Eerste Wereldoorlog, de bevelhebber van de Reichsmarine.

## Het Brits-Duits vlootverdrag van 1935
Met de machtsovername van Adolf Hitler in 1933 traden echter de eerste veranderingen op. Er werden plannen gesmeed om de marine uit te breiden en ook weer om onderzeeboten te gaan produceren. De Reichsmarine werd in 1935 omgedoopt tot Kriegsmarine. Nog in juni van datzelfde jaar kwam het Brits-Duits vlootverdrag tot stand, volgens welke het aan Duitsland weer werd toegestaan slagschepen en onderzeeboten te bouwen en de marine tot 35% van de sterkte van de Royal Navy uit te breiden. Hiermee kwam de facto een einde aan het Verdrag van Versailles, en Duitsland zag dit als het startsein voor zijn herbewapening. De Britten waren hierover niet verontrust, eerder integendeel aangezien Duitsland zich beperkte tot 35%, een derde van het Brits potentieel waardoor ze nooit een bedreiging zouden vormen. Het tempo waarin daarna nieuwe slagschepen en onderzeeboten van stapel liepen toonde niet alleen aan dat de nieuwe scheepsontwerpen al klaar lagen voordat het verdrag tot stand kwam, maar dat sommige schepen zelfs al in aanbouw waren. De eerste onderzeeër werd al één week na het afsluiten van het vlootverdrag in dienst genomen. Karl Dönitz, een onderzeebootkapitein uit de Eerste Wereldoorlog, werd benoemd tot opperbevelhebber van de U-booteenheid.

Karl Dönitz

Binnen drie jaar nadat Hitler aan de macht was gekomen beschikte Duitsland weer over een effectieve marine. Door de slechte economie, waardoor veel koopvaardijmaatschappijen failliet waren gegaan, was het bovendien niet moeilijk om ervaren zeelui te rekruteren.
De beperking van 35% gold per categorie. Door het vlootverdrag kon Duitsland beginnen met de bouw van de volgende schepen:
- Slagschepen: hiervoor was 183.000 ton beschikbaar. Aangezien de drie pantserschepen als slagschip vervangers gebouwd waren, werd hun 36.000 ton tot deze categorie gerekend. Twee slagkruisers van de Scharnhorst- klasse waren al in aanbouw. oorspronkelijk waren ze voorzien als een sterk vergrote versie van de eerdere pantserschepen, maar nu werden ze als volwaardig slagschip afgewerkt. Voor elk schip rekende men 32.000 ton zodat er ruimte was voor 2 extra schepen van de Bismarck-klasse. Door het Brits-Duits vlootverdrag zag Duitsland het Verenigd Koninkrijk niet meer als een potentiële vijand, de twee Scharnhorst-klasse slagschepen werden gezien als tegenhanger van de Franse twee Dunkerque slagschepen, en de twee Bismarck-klasse schepen werden gezien als tegenhanger van de twee grotere Franse Richelieu slagschepen.[4]
- Zware kruisers: de zes bestaande lichte kruisers waren maar 6000 ton groot en eigenlijk veel te klein om een gevecht met moderne kruisers aan te gaan. Alle grote mogendheden (Japan, Frankrijk, Italië, Verenigd Koninkrijk, Verenigde Staten) bouwden in navolging van het Vlootverdrag van Washington zogenaamde 'Washington' kruisers die een limiet van 10.000 ton hadden en een hoofdbewapening van max 20 cm kanonnen. Voor zware kruisers kreeg Duitsland 51.380 ton toebemeten, en daarmee kon men vijf zware kruisers van de Admiral Hipper- klasse op stapel zetten.[5]
- Twee vliegdekschepen
- Torpedobootjagers en torpedoboten: de Duitsers waren al begonnen met de bouw van grotere torpedobootjagers in 1934, het vlootverdrag officialiseerde de bouw van deze schepen.
- Onderzeeërs: hier kregen de Duitsers 45% toegewezen in plaats van de 35% voor andere categorieën. Dönitz was er persoonlijk van overtuigd dat een oorlog met het Verenigd Koninkrijk niet te vermijden was, terwijl Erich Raeder scrupuleus vasthield aan de letter en de geest van het verdrag. Dönitz wou enkel aanvalsonderzeeërs van 500 ton die ideaal waren voor aanvallen op Britse konvooien, maar Raeder gaf opdracht tot het bouwen van een meer gebalanceerde vloot: kustonderzeeërs van 250 ton, langeafstandsonderzeeërs van 750 ton, en ook aanvalsboten van 500 ton, maar die maakten maar één derde van het totaal aantal U-boten uit.[6]

## Z-Plan

Vlag (1935-1938)
Vlag (1938-1945)

Doordat Hitler in mei 1938 mislukte in zijn eerste poging om het Sudetenland te annexeren, zag hij in dat een oorlog met het Verenigd Koninkrijk nu plots wél tot de mogelijkheden behoorde. In een eerste stap werd een clausule van het vlootverdrag ingeroepen dat toeliet om evenveel onderzeeërs te bouwen als het Verenigd Koninkrijk, maar eigenlijk wilde Hitler van het vlootverdrag af en een marine uitbouwen die het kon opnemen tegen het Verenigd Koninkrijk. Tegen eind 1938 werd een doel (Duits: 'Ziel', vandaar Z-Plan) opgesteld met de volgende kernpunten:
- Bouw van zes superslagschepen van 72.000 ton
- Afwerking van de huidige twee Bismarck-klasse slagschepen die in bouw zijn
- Ombouw van de huidige twee Scharnhorst-klasse slagschepen naar volwaardige slagschepen door hun hoofdbewapening van negen 28 cm kanonnen naar zes 38 cm kanonnen te brengen.
- Bouw van drie slagkruisers
- Bouw van vier vliegdekschepen
- Uitbreiding van de lichte kruiser vloot naar 48 eenheden
- Uitbreiding van de torpedobootjager vloot naar 68 eenheden
- Uitbreiding van de onderzeebootvloot naar 249 eenheden. Alhoewel het Z-plan specifiek tegen het Verenigd Koninkrijk gericht was, kon Dönitz nog altijd zijn zin niet doordrijven: slechts 100 van de 249 U-boten waren aanvalsboten van 500 ton. De rest waren kustonderzeeërs, U-boten voor de lange afstand, mijnenleggers of zelfs U-kruisers.[7]

Uiteindelijk vereiste Z-Plan zo'n 800 schepen en ruim 200.000 manschappen. De totale begroting koste zo'n 33 miljard Reichsmark, destijds een waanzinnig groot geldbedrag. Het plan zelf werd geheim gehouden, de Duitsers probeerden nog altijd het Verenigd Koninkrijk officieel te vriend te houden, maar bij de eerste de beste gelegenheid zou men het publiek maken en rechtvaardigen. Nog altijd verwachtte men niet direct oorlog met het Verenigd Koninkrijk, de schepen zouden pas in 1945 klaar zijn.
Er waren twee richtingen in de Kriegsmarine over het voeren van een oorlog ter zee met het Verenigd Koninkrijk. De eerste richting was eerder klassiek: met een grote slagvloot de confrontatie opzoeken en de Britse vloot vernietigen, stijl Zeeslag bij Jutland. De andere richting concentreerde zich eerder op het afsnijden van de Britse bevoorradingsroutes door het vernietigen van konvooien. Om uit te breken naar de Atlantische Oceaan waren daar evengoed grote, sterke slagschepen voor nodig dus beide richtingen vonden zich in het bouwen van slagschepen. Maar daarnaast wou de tweede richting ook nog meer pantserschepen bouwen, die als raider op verdere konvooiroutes ingezet konden worden.
Al na negen maanden was het Plan-Z achterhaald door het uitbreken van de Tweede Wereldoorlog. Al deze grote schepen konden niet op tijd gebouwd worden. Van sommige schepen had men al de kiel gelegd, maar die werden terug afgebroken. Alleen torpedobootjagers en kleinere schepen werden nog verder gebouwd.
Ook de elf grote schepen die gepland waren na het vlootverdrag van 1935, konden niet allemaal afgewerkt worden:
- Het eerste vliegdekschip Graf Zeppelin was te water gelaten en voor 85% afgebouwd, maar het is nooit volledig afgewerkt en operationeel geworden. Het tweede, Flugzeugträger B, werd gesloopt op de stapel.
- Het eerste slagschip Gneisenau was operationeel kort voor het uitbreken van de oorlog, en de Scharnhorst in oktober 1939. De Bismarck en Tirpitz moesten nog afgewerkt worden en zouden pas in 1941 operationeel worden.
- De eerste zware kruiser Admiral Hipper was in april 1939 in dienst gesteld, de Blücher zou in 1940 volgen en de Prinz Eugen in 1941. De laatste twee: de Seydlitz en Lützow werden te water gelaten maar niet afgebouwd. De onafgewerkte Lützow werd aan de Sovjet-Unie verkocht in kader van het Molotov-Ribbentrop pact.

## Inzet en prestaties van de kleinere Duitse oppervlakteschepen
De kleinere hulpkruisers waren succesvol gedurende de Tweede Wereldoorlog. In totaal waren er negen van deze schepen, die samen goed waren voor 142 gezonken of buitgemaakte schepen. In totaal slaagden de kruisers erin om meer dan 870.000 ton aan vijandelijke scheepslading te zinken. De negen schepen werden in totaal bemand met slechts 3000 man aan Kriegsmarinepersoneel maar waren hiermee toch vele malen succesvoller dan de veel bekendere grote kruisers. De HSK Kormoran slaagde er zelfs in de Australische lichte kruiser Sydney tot zinken te brengen. De namen van de hulpkruisers waren:
- HSK 1 Orion
- HSK 2 Atlantis
- HSK 3 Widder
- HSK 4 Thor
- HSK 5 Pinguin
- HSK 6 Stier
- HSK 7 Komet
- HSK 8 Kormoran
- HSK 9 Michel

Ook de nog kleinere Schnellboote boekten grote successen. In totaal werden 101 koopvaardijschepen van in totaal 214.728 ton tot zinken gebracht door E-boten. Bijkomende claims omvatten 12 torpedobootjagers, 11 mijnenvegers, acht landingsschepen, zes MTB's, een torpedoboot, een mijnenlegger, een onderzeeër en een aantal kleinere vaartuigen zoals vissersboten. Ze beschadigden ook twee kruisers, vijf torpedobootjagers, drie landingsschepen, een reparatieschip, een marine sleepboot en tal van koopvaardijschepen. Op 28 april 1944 vielen Schnellboote van de 6e en 9e flottieljes uit Cherbourg Operatie Tiger aan, waarbij ongeveer 749 Amerikaanse leger- en marine-slachtoffers vielen.

## Operaties van deKriegsmarine

### De U-bootcampagne (september 1939 - maart 1940)
De U-bootcommandant Günther Prien drong de zwaar bewaakte marinebasis Scapa Flow binnen en vernietigde daar het slagschip Royal Oak. 

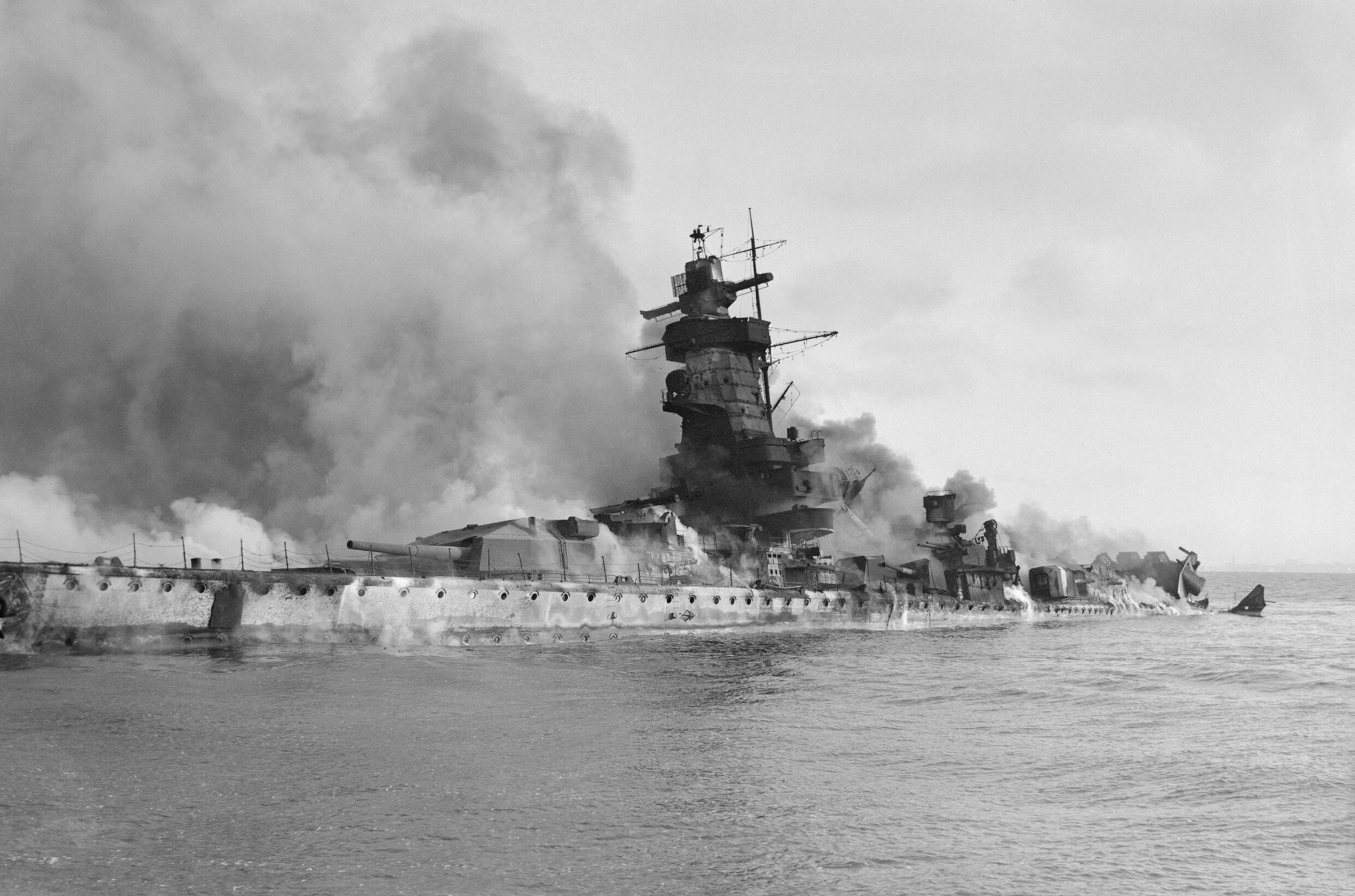
De door zijn eigen bemanning vernietigde Admiral Graf Spee brandde nog dagenlang, zonk naar de bodem van de Río de la Plata, maar bleef met de bovenbouw boven water

### De eerste raiders
Bij het uitbreken van de oorlog zijn twee pantserschepen Deutschland en Admiral Graf Spee ontplooid op zee. De vijandelijkheden langs Duitse kant beginnen nog niet direct; Hitler hoopte dat de oorlog de-escaleerde en wachtte tot 24 september vooraleer toestemming te geven om zonder restricties koopvaarders aan te vallen. De Deutschland opereerde in Noord-Atlantische wateren en de Graf Spee in Zuid-Amerikaanse. De Deutschland had niet veel succes en kon slechts twee schepen vernietigen alvorens het schip in november 1939 terugkeerde. De Graf Spee heeft meer succes en kan negen koopvaarders tot zinken brengen. Het schip opereert ook in de Indische Oceaan. In december 1939 werd het schip onderschept door drie Britse kruisers en in de Zeeslag bij de Río de la Plata liep het schip zoveel schade op dat het uiteindelijk voor de kust van Montevideo vernietigd werd door de bemanning om een overgave te voorkomen. Daarmee eindigde voorlopig de inzet van oppervlakteschepen tegen de Britse koopvaardij.

### De inval in Noorwegen en de torpedocrisis
Alle beschikbare schepen van de Kriegsmarine werden ingezet voor Operatie Weserübung, de invasie van Noorwegen en Denemarken. De eerste golf van de invasie steunde volledig op de Duitse vloot, om zes steunpunten langs de Noorse kust in te nemen. Aangezien de geallieerden gelijkaardige plannen hadden, was het een uiterst riskant plan; men hield er rekening mee dat de helft van de vloot verloren kon gaan. Uiteindelijk bleek dat ook te kloppen: van de twee slagschepen werd er één beschadigd, van de drie zware kruisers werd de Blücher tot zinken gebracht, de Admiral Hipper en de Lützow werden beide beschadigd; de eerste was een paar weken buiten strijd, de andere bijna een volledig jaar. Van de vier lichte kruisers gingen ook de Königsberg en de Karlsruhe verloren. Bij Narvik waren tien torpedobootjagers in twee opeenvolgende zeeslagen vernietigd.  

Duitse verliezen bij Operatie Weserübung
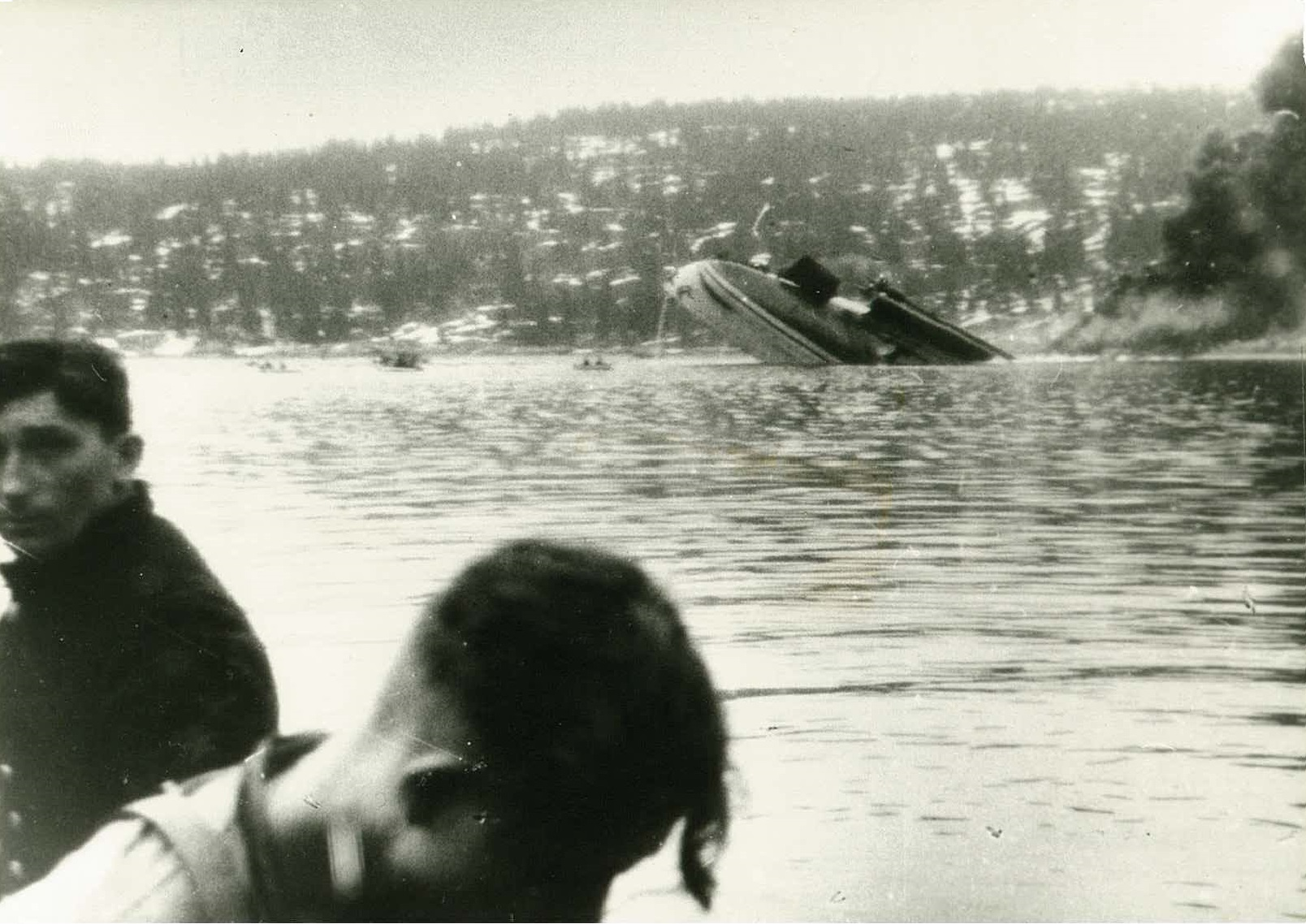
De zware kruiser Blücher zinkt naar de bodem van de Oslofjord.
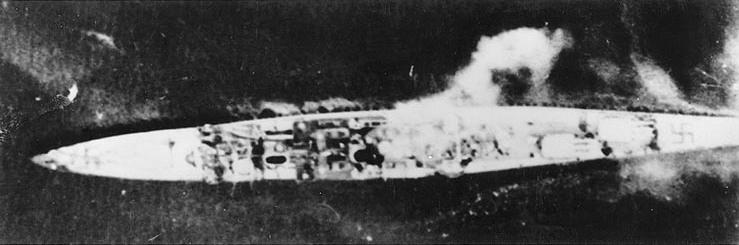
Blackburn Skua duikbommenwerpers brengen de Königsberg op de rede van Bergen tot zinken.
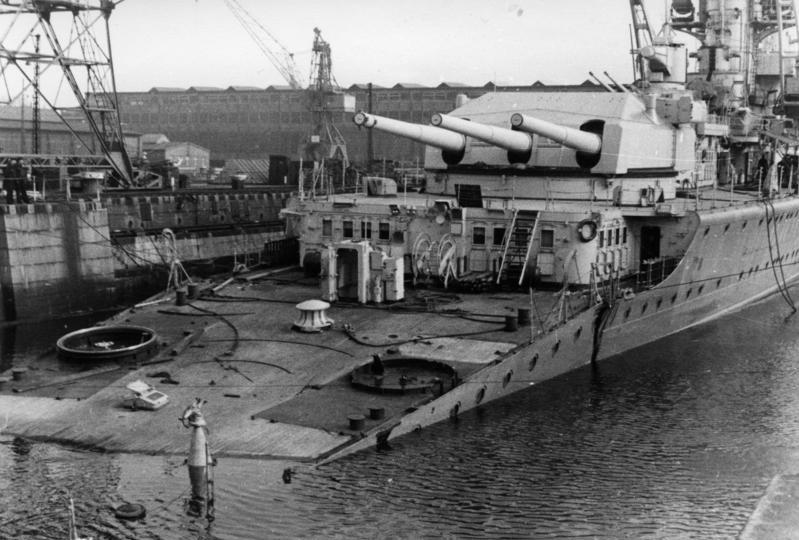
Het achterschip van de Lützow is bijna afgeknapt door een torpedotreffer van de Britse onderzeeër Spearfish.
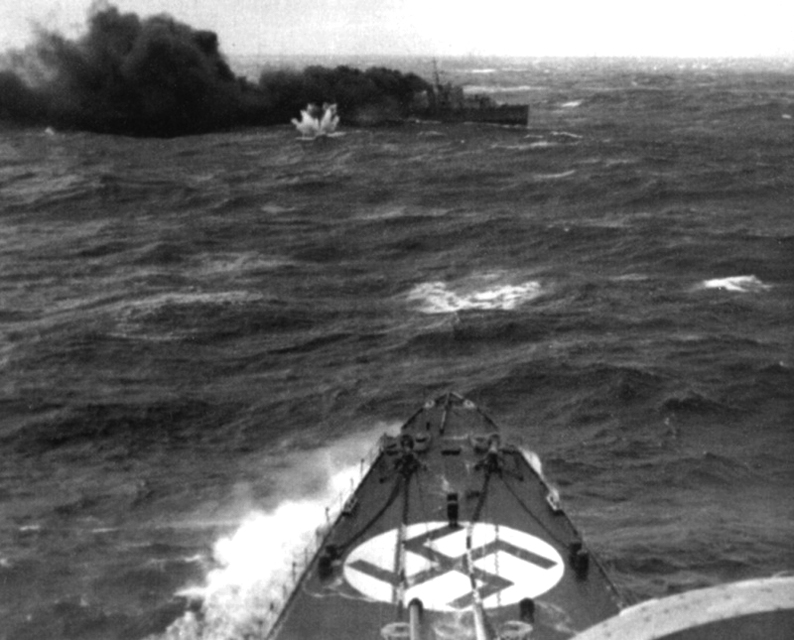
De Britse torpedobootjager Glowworm ramt de Admiral Hipper.
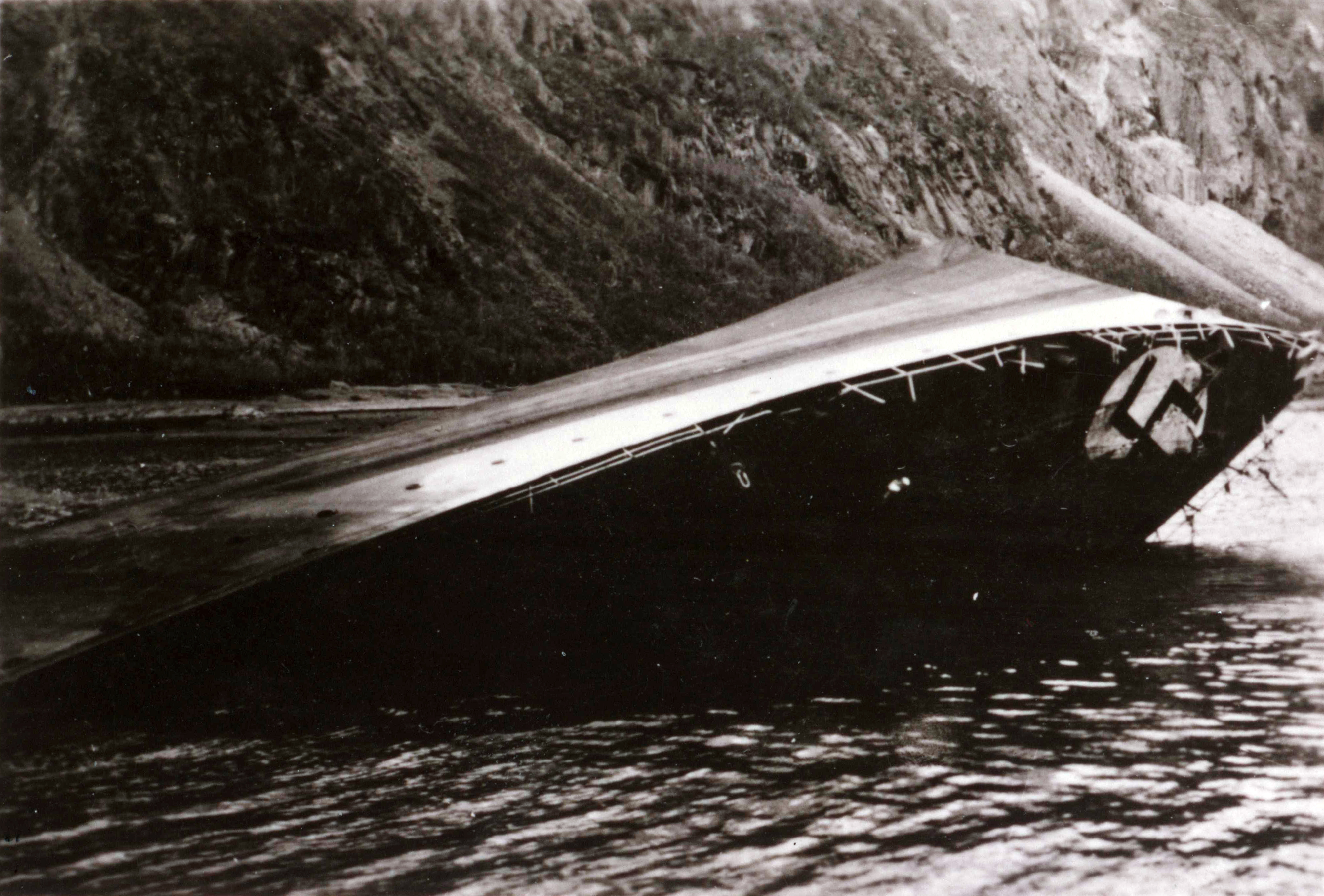
Eén van de tien vernietigde Duitse torpedoboten in Narvik

De Britse vloot zette de tegenaanval in en voerde ook landingen in Noorwegen uit. De Duitse onderzeeërs voerden vele aanvallen uit op de Britse vloot en bevoorradingsschepen, maar die mislukten allemaal door ontwerpfouten in de torpedo's. Ofwel werkte de ontsteking niet, of het nu een magnetische ontsteking was of een contactontsteking, ofwel stuurden de torpedo's te diep en gingen ze onder de schepen door. Diverse aanvallen op een slagschip, zware kruisers en troepentransportschepen mislukten hierdoor.
Vooraleer de Noorse campagne eindigde, kon de Duitse oppervlaktevloot nog terugslaan: in Operatie Juno probeerde het Duitse slageskader een raid uit te voeren op de Britse basis Harstadt in Noorwegen. Vooraleer de Duitsers konden aanvallen, trokken de Britten zich terug uit Noorwegen. in plaats van Harstadt aan te vallen, onderschepten de Scharnhorst en Gneisenau het vliegdekschip Glorious en brachten het tot zinken.

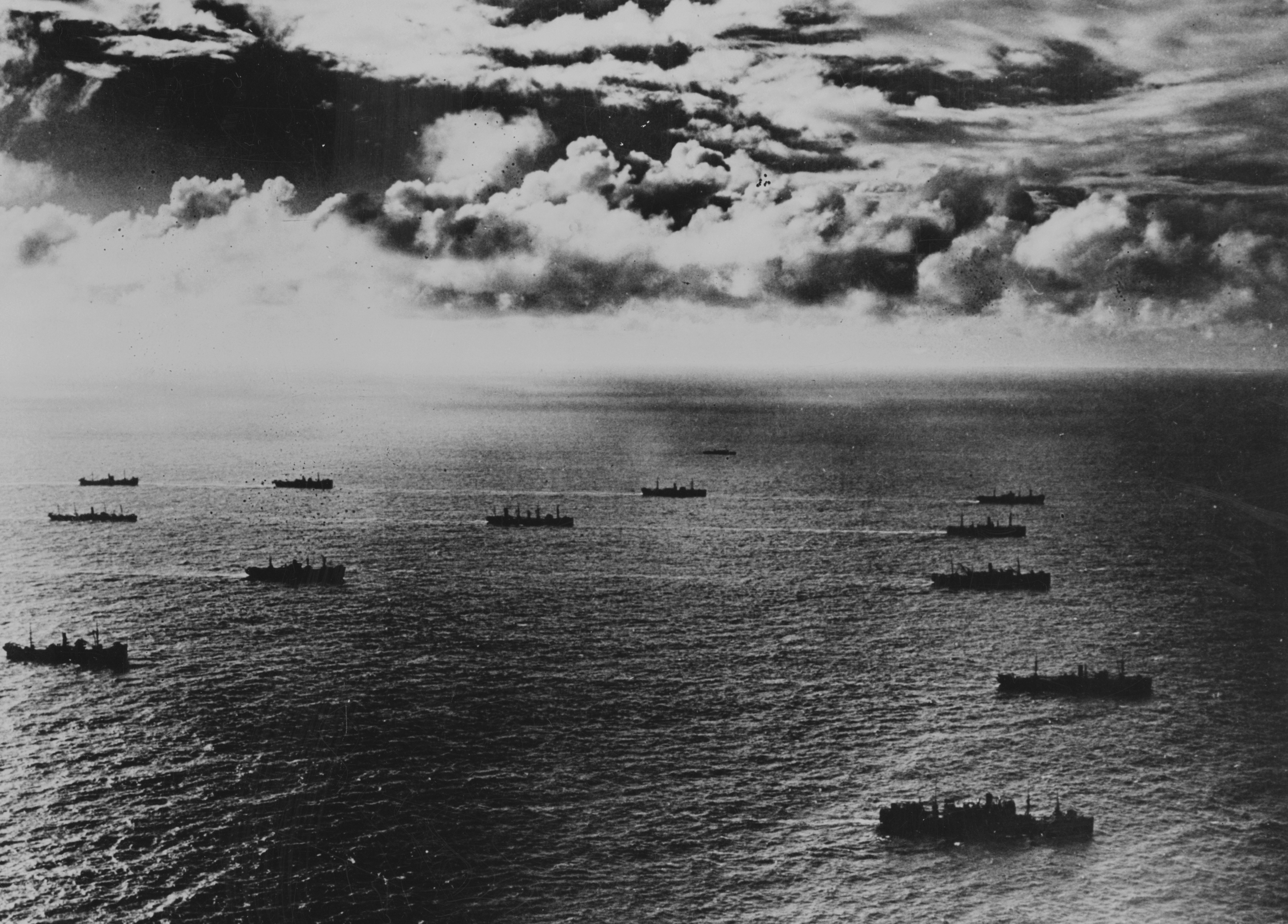
Een konvooi op de Atlantische Oceaan, met de schepen in rijen en kolommen geformeerd

### De slag om de Atlantische Oceaan (juni 1940 - mei 1945)
Na het mislukken van de Slag om Engeland was het duidelijk dat er geen invasie van het Verenigd Koninkrijk zou komen. Om het Verenigd Koninkrijk tot overgave te dwingen konden de Duitsers ook geen zeeblokkade instellen, daarvoor hadden ze de middelen niet. Maar door de scheepvaart naar het Verenigd Koninkrijk voortdurend aan te vallen hoopten ze wel genoeg schepen tot zinken te brengen om de Britse bevoorradingscapaciteit te verminderen tot op een niveau dat onvoldoende was om in de oorlog te kunnen blijven. De grootste inspanning en de meeste resultaten kwamen van de U-boten. Nadat er verbeteringen aan de torpedo's aangebracht werden, hervatten de U-boten hun campagne tegen de koopvaardij met groepsaanvallen op konvooien, de zogenaamde 'Rudel'-taktiek : eerst vormden de U-boten een patrouillelijn om een konvooi te vinden. De U-boot die een konvooi ontdekte, waarschuwde de andere U-boten en bleef het konvooi schaduwen totdat er versterking opdaagde. 's Nachts zetten de U-boten dan de aanval in aan de oppervlakte. Door hun lage silhouet waren ze praktisch onzichtbaar en konden ze gemakkelijk doelen uitkiezen. 
Einde 1940 was de Kriegsmarine van de verliezen rond Noorwegen hersteld en voerde met de Scharnhorst, Gneisenau, Admiral Hipper en de Admiral Scheer succesvolle raids uit op de Atlantische Oceaan, waarbij meer dan veertig geallieerde schepen tot zinken werden gebracht. In mei 1941 startten het nieuwe slagschip Bismarck samen met de nieuwe zware kruiser Prinz Eugen een raid, maar die mislukte. Tijdens de Zeeslag in de Straat Denemarken wist de Bismarck, samen met de zware kruiser Prinz Eugen, de Britse slagkruiser HMS Hood tot zinken te brengen en het slagschip HMS Prince of Wales te beschadigen. Maar enkele dagen later werd het schip door Fairey Swordfish-vliegtuigen met torpedo's aangevallen en stuurloos gemaakt en tot zinken gebracht door de Britse vloot. De Prinz Eugen ontsnapte en liep Brest binnen. Na deze dramatische mislukking raakten er geen Duitse schepen meer op de Atlantische oceaan.

### De Middellandse Zee

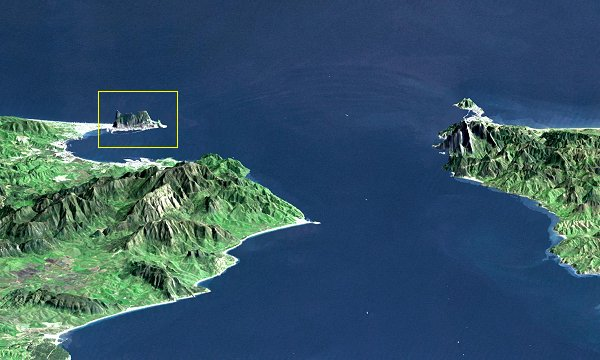
De straat van Gibraltar, met aan de linkerkant de 'rots van Gibraltar', waar de Britse basis zich bevindt.

In september 1941 kreeg de Kriegsmarine opdracht om U-boten naar de Middellandse Zee te sturen om de Italianen te helpen. De Italiaanse marine slaagde er niet om het overwicht op zee te krijgen, de bevoorrading over zee van het Afrikakorps van Erwin Rommel dat in Noord-Afrika vocht leed zware verliezen. Om in de Middellandse Zee te raken, moesten de U-boten langs de zwaar bewaakte Straat van Gibraltar, waar de Britten een grote vloot- en luchtmachtbasis hadden. Op het eiland Salamis bij het door de Duitsers bezette Athene werd een vlootbasis ingericht. Schnellboote werden via Franse kanalen en de Rhône naar de Middellandse Zee gebracht.
De U-boten hadden een wezenlijk aandeel in het keren van de krijgskansen: in november 1941 werden het slagschip Barham en het laatste vliegkampschip van de Britse Middellandse-zeevloot, de Ark Royal, tot zinken gebracht door Duitse U-boten. Wanneer bij een Italiaanse Aanval op Alexandrië de laatste twee Britse slagschepen uitgeschakeld werden, kon het Afrikakorps opnieuw bevoorraad worden voor een tegenaanval. 

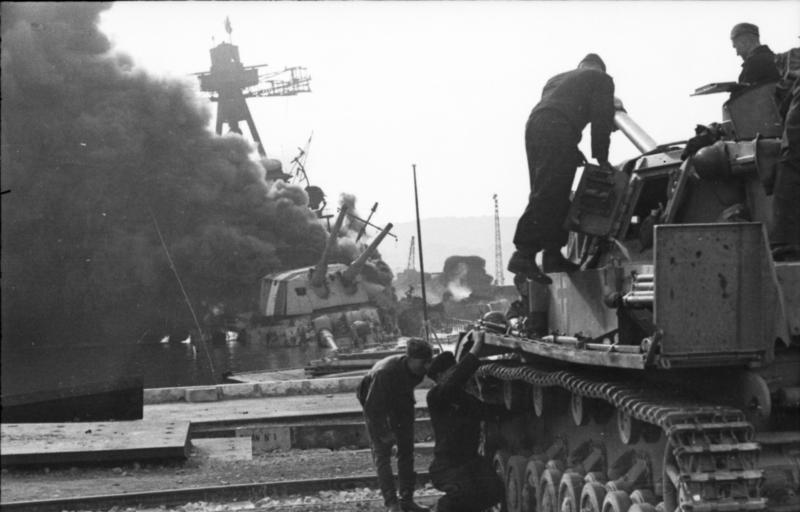
Een Duitse tankbemanning kijkt toe hoe de Franse vloot zichzelf vernietigt in de haven van Toulon

In reactie op Operatie Torch, de landingen in Noord-Afrika, voerden de Duitsers Operatie Anton uit, de bezetting van Vichy-Frankrijk. Eén van de doelen van die operatie was om de Franse vloot te Toulon in beslag te nemen. De Fransen slaagden erin om alle grote en het merendeel van de kleinere oorlogsschepen van hun eigen vloot op tijd te vernietigen zodat de Duitsers die niet konden overnemen. De grootste schepen die Duitsland of Italië konden veroveren waren enkele torpedoboten. In Toulon werd een Duitse marinebasis ingericht.
Bij de Italiaanse capitulatie en vervolgens oorlogsverklaring aan Duitsland kon het leeuwendeel van de Italiaanse vloot op tijd ontsnappen en weerom konden de Duitsers alleen maar enkele kleinere schepen buit maken. Toch konden ze daarmee standhouden in het oostelijk deel van de Middellandse Zee en een Britse aanval op de Dodekanesos afslaan. De Duitsers gebruikten de Italiaanse oorlogshaven La Spezia bij Genua aan de Tyrreense Zee en de haven Pola aan de Adriatische Zee als voornaamste marinebasissen. Bij de geleidelijke terugtrekking uit Griekenland raken de Duitsers de controle kwijt over de Egeïsche Zee en worden de garnizoenen op Kreta en de Griekse eilanden afgesneden.

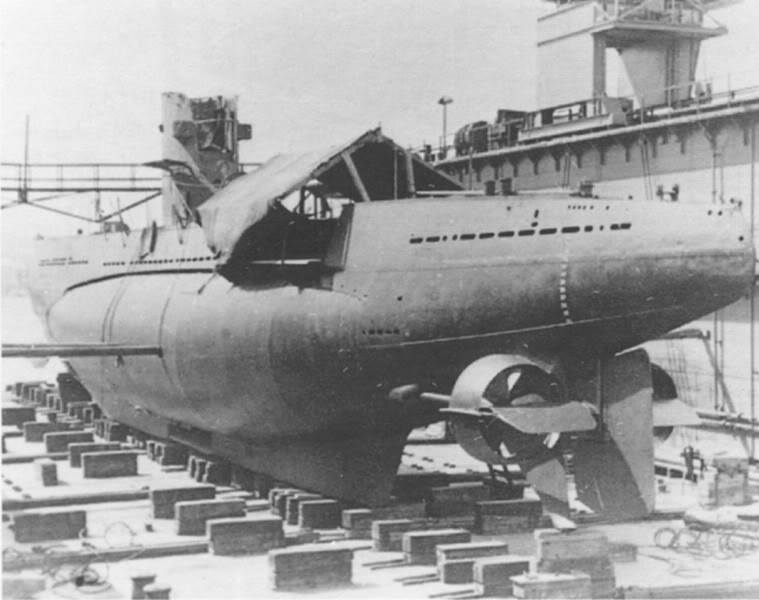
De Duitse onderzeeër U 18 wordt in de Roemeense haven Galați opnieuw geassembleerd na zijn transport over de weg vanuit Duitsland

### De Zwarte Zee
Zes kleine 250 ton-kustonderzeeërs werden in 1942 via kanalen en wegtransport overgebracht naar de Zwarte Zee en werden gestationeerd in de Roemeense haven Constanța. Ook een flottielje Schnellboote werd overgebracht. Deze Duitse eenheden opereerden tegen de Zwarte Zeevloot tijdens de Belegering van Sebastopol, en in 1943 tegen de kusttransporten die het Rode leger bevoorraadden bij de Sovjet tegenaanvallen en de herovering van de Krim. Veel successen werden er niet geboekt, de voornaamste factor op zee was het luchtoverwicht van de Luftwaffe. In april 1944 werden alle schepen ingezet bij de evacuatie van Sebastopol. Wanneer in augustus 1944 Roemenië capituleerde werd tijdelijk uitgeweken naar de Bulgaarse haven Varna, maar ook Bulgarije moest kort daarna capituleren en de resterende Duitse schepen werden zelf tot zinken gebracht om niet in handen van de Sovjets te vallen.

### De 'fleet in being' in Noorwegen en de Arctische konvooien

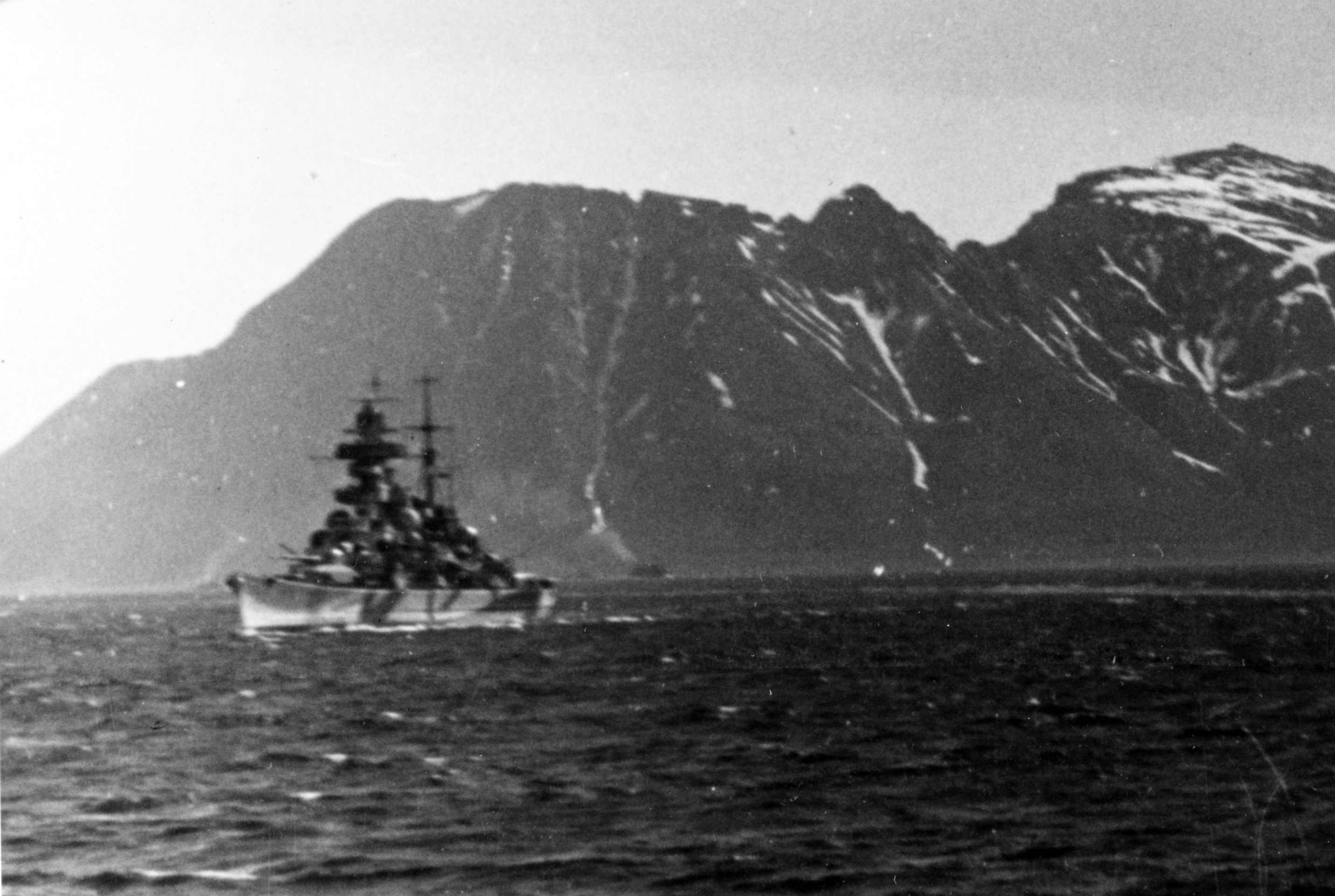
De Admiral Hipper in een Noorse fjord

Na het mislukken van Operatie Barbarossa in december 1941 bij de Slag om Moskou, de Amerikaanse intrede in de Tweede Wereldoorlog, begon Hitler te vrezen dat de geallieerden Noorwegen zouden proberen te heroveren. Twee Britse commando raids eind december 1941 versterkten Hitler in die overtuiging en hij beval de Kriegsmarine zich te concentreren op de verdediging van Noorwegen. Voor de oppervlaktevloot betekende dat dat de focus verschoof van aanvallen op de Noord-Atlantische konvooiroutes naar het passief verdedigen van Noorwegen. De zware eenheden die in Frankrijk lagen moesten naar Noorwegen terugkeren. De resulterende doorbraak door het kanaal was tegelijk een blamage en een strategische overwinning voor de Britten. Ook het nieuwe slagschip Tirpitz werd naar Noorwegen gestuurd. Dönitz was fel gekant tegen het overbrengen van U-boten naar Noorwegen; dit was na het zenden van U-boten naar de Middellandse Zee opnieuw een afleiding van wat hij als het voornaamste operatiegebied zag: de tonnageslag op de Atlantische Oceaan.

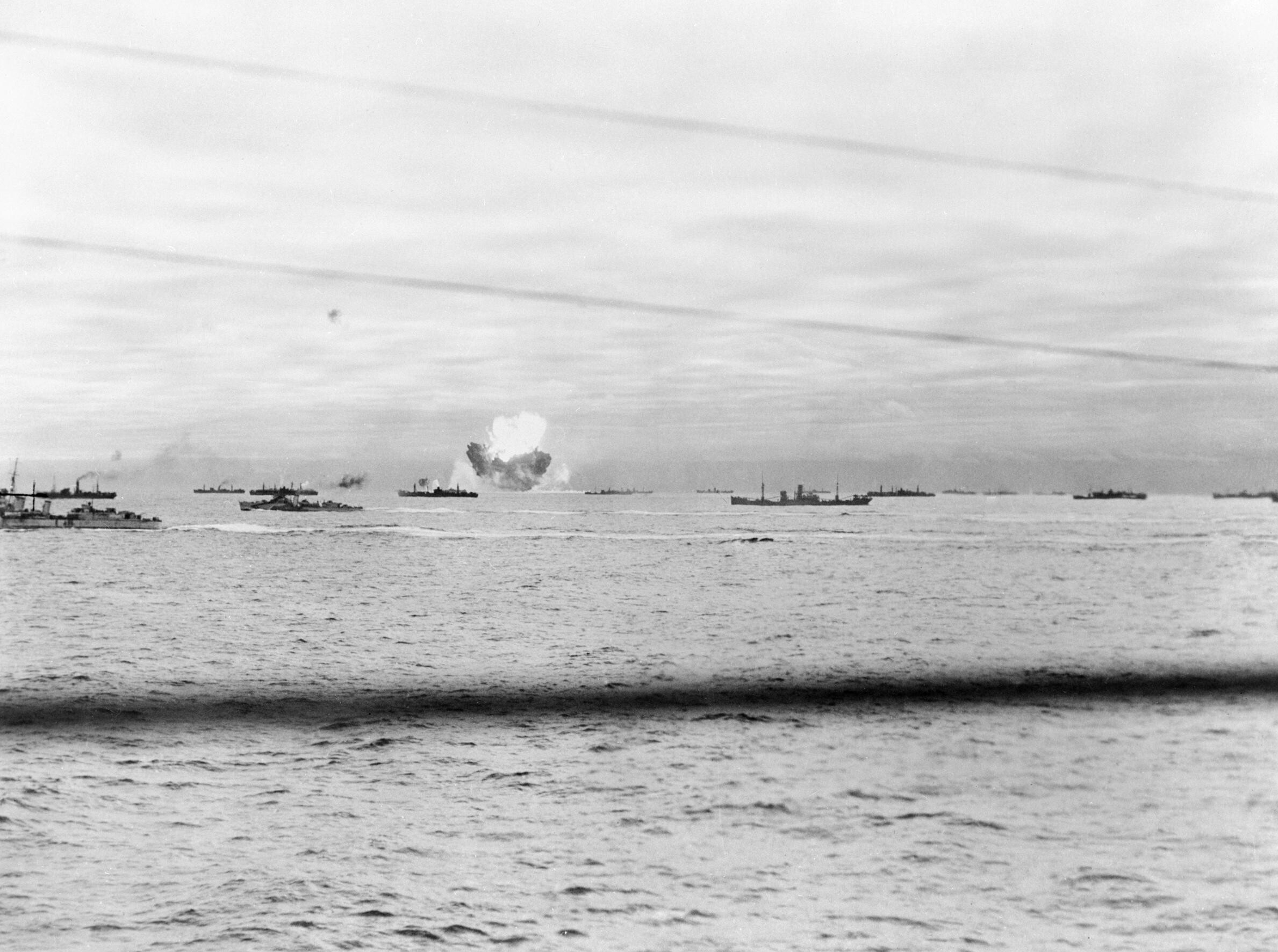
Een tanker ontploft in een Arctisch konvooi

In 1942 begonnen de geallieerden krachtens de Leen- en Pachtwet grote hoeveelheden oorlogsmateriaal naar de Sovjet-Unie te verschepen. Aangezien de routes via de Bosporus en via Alaska door neutrale staten geblokkeerd was (Japan was niet in oorlog met de Sovjet-Unie) waren de enige twee routes langs Perzië en de noordelijke havens Archangelsk en Moermansk. De route via Perzië had een te beperkte capaciteit en daardoor begonnen de geallieerden met de Arctische konvooien. Deze belangrijke konvooien moesten langs Noorwegen om en waren daardoor een uitgelezen doelwit voor de Duitse vloot aldaar. Naargelang de dreiging van U-boten, vliegtuigen en oppervlakteschepen toenam, werden deze Arctische konvooien eigenlijk grote vlootoperaties waarbij de hele Home Fleet betrokken was.

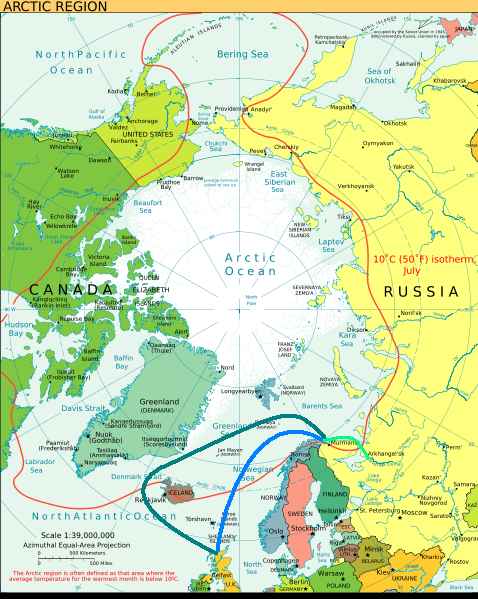
De konvooiroute in zomer- en wintertijd

Bij de eerste Duitse poging om krachtdadig op te treden tegen konvooi PQ-12 liep het bijna mis: in slechte weersomstandigheden konden de Duitsers het konvooi niet vinden maar bijna onderging het slagschip Tirpitz hetzelfde lot als zijn zusterschip Bismarck : bijna werd het getorpedeerd door vliegtuigen van een vliegkampschip. In het vervolg waren de Duitsers voorzichtiger en wilden hun zware schepen pas uitsturen als er geen vliegkampschepen in de buurt waren. Twee volgende konvooien werden enkel door torpedobootjagers, vliegtuigen en U-boten aangevallen, maar de Britten verloren twee zware kruisers, en incasseerden steeds zwaardere verliezen aan koopvaarders. Het hoogtepunt van de Arctische konvooien kwam in juli 1942 met het konvooi PQ-17. Aanvankelijk leek het konvooi zich goed te kunnen verdedigen tegen de aanvallende vliegtuigen en U-boten. Aangezien het konvooi luchtdekking van een vliegkampschip had, verbood Hitler de Duitse vloot in actie te komen. Maar het verleggen van de Duitse vloot van Trondheim naar Narvik veroorzaakte zoveel onzekerheid over de Duitse bedoelingen, dat de Britse First Sea Lord Dudley Pound in paniek beval de verdediging van het konvooi op te geven en het konvooi zich te verspreiden zodat ieder schip individueel zijn weg moest zoeken. Tegen deze gedesorganiseerde vloot konden de U-boten en vliegtuigen gemakkelijk opereren en de meeste koopvaardijschepen werden vernietigd. De Duitse vloot had dus in feite een grote overwinning geboekt zonder één schot te lossen, maar de Duitsers beseften dit niet. Op één volgende konvooi PQ-18 na stopten de geallieerden de konvooien tot eind 1942 vanwege de dreiging van de Duitse vloot. Dit was het concept van de 'fleet in being': alleen al de aanwezigheid van de Duitse vloot zorgde voor zware complicaties, inspanningen en verliezen bij de vijand.
Pas na de afloop van Operatie Torch konden de Britten de Arctische konvooien hervatten. Doordat de Tirpitz in onderhoud was hoefde de Home Fleet niet uit te varen als dekkingsmacht. De Duitser verwachtten veel van een aanval door de kruisers Lützow en Admiral Hipper op een zwak geëscorteerd konvooi, maar in de Slag in de Barentszzee kon een kleine Britse strijdmacht een aanval van een superieur Duits eskader afslaan. Hitler was woedend en beval in zijn razernij dat de oppervlaktevloot van de Kriegsmarine ontmanteld moest worden; hun kanonnen zouden voor kustverdediging gebruikt worden en de schepen moesten gesloopt worden. Uit protest nam Erich Raeder ontslag en Hitler stelde Karl Dönitz als opvolger aan. Dönitz kon het bevel van Hitler afzwakken: langs de ene kant werd de verbouw aan de Gneisenau gestaakt en werden de meeste kruisers buiten dienst gesteld maar niet gesloopt, of als opleidingsschip gebruikt. Langs de andere kant werden de slagschepen Tirpitz en Scharnhorst en de kruiser Lützow in Noorwegen inzetklaar gehouden. De dreiging van die drie schepen dwong de Britten in het voorjaar van 1943, wanneer de poolnacht over was, om de konvooien opnieuw te stoppen tot de volgende winter.
In september 1943 werd de Tirpitz buiten gevecht gesteld door Operatie Source. De arctische konvooien werden in december 1943 hervat en de Duitsers besloten een aanval uit te voeren met de Scharnhorst. Op 26 december ging het slagschip verloren tjdens de Zeeslag bij de Noordkaap bij de aanval op konvooi JW-55B. Gedurende 1944 werd het laatste slagschip, de Tirpitz, voortdurend uit de lucht aangevallen en werd het schip herhaaldelijk zwaar beschadigd. In november 1944 wisten de Lancasters met de "earthquake" Tallboys de Tirpitz te vernietigen.

### De Baltische Zee (1941-1945)
Bij de Duitse inval in de Sovjet-Unie werden de Baltische havens snel veroverd en moet de Sovjet Baltische Vloot zich terugtrekken in de Finse Golf. De grote eenheden van de Sovjet Baltische Vloot werden door de Luftwaffe uitgeschakeld, nieuwbouw was beperkt door het Beleg van Leningrad, en tot 1944 lag de rest van de vloot opgesloten door mijnenbarrages in Kronstadt. Pas na het beëindigen van de Vervolgoorlog kregen Russische onderzeeërs en motortorpedoboten toegang tot de Baltische Zee en konden ze Duitse schepen aanvallen. 
Begin 1945 begon de Kriegsmarine Operatie Hannibal: de evacuatie van ongeveer twee miljoen vluchtelingen uit het omsingelde Oost-Pruisen. De Russen torpedeerden de Wilhelm Gustloff, de Steuben en de Goya, die drie van de grootste scheepsrampen van de geschiedenis waren en waarbij tussen de vijftien- en twintigduizend vluchtelingen verdronken. 
Aan het einde van de oorlog waren de zware kruisers Prinz Eugen, Admiral Hipper en de vestzakslagschepen Admiral Scheer en de Lützow de enige vier grote schepen die de oorlog overleefd hadden. De schepen hielpen bij de evacuaties en voerden soms bombardementen uit op naderende Sovjettroepen. De Admiral Scheer, Lützow en Admiral Hipper werden door de Royal Air Force vernietigd in de laatste maand van de oorlog. De Prinz Eugen lag op het einde van de oorlog in een Deense haven en werd buitgemaakt.

### Mei 1945
Tijdens Operatie Regenboog werden vele U-boten door hun eigen bemanning tot zinken gebracht. Alleen de Prinz Eugen en de Nürnberg werden intact door vijand veroverd.

Het einde van de Kriegsmarine
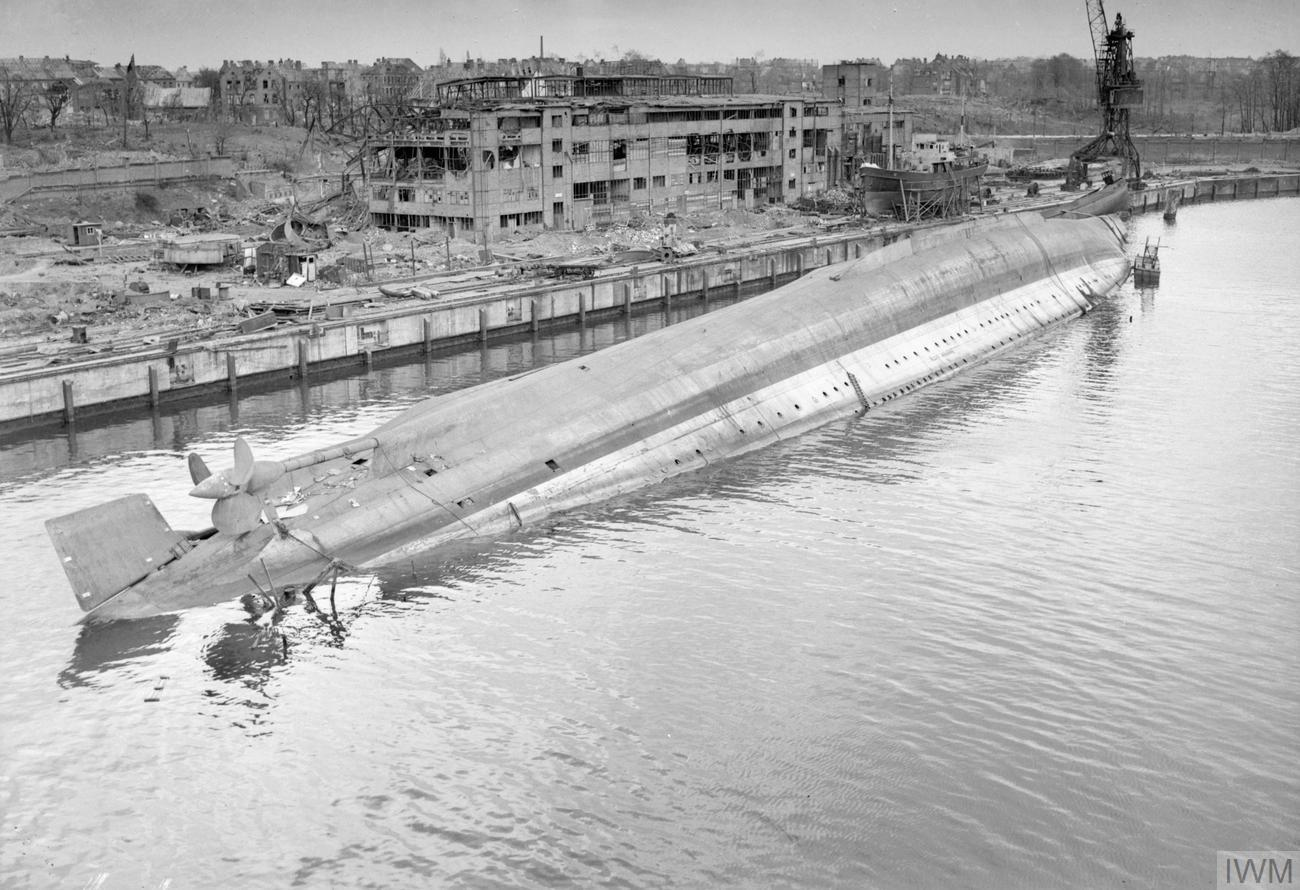
De gekapseide Admiral Scheer in de haven van Kiel.
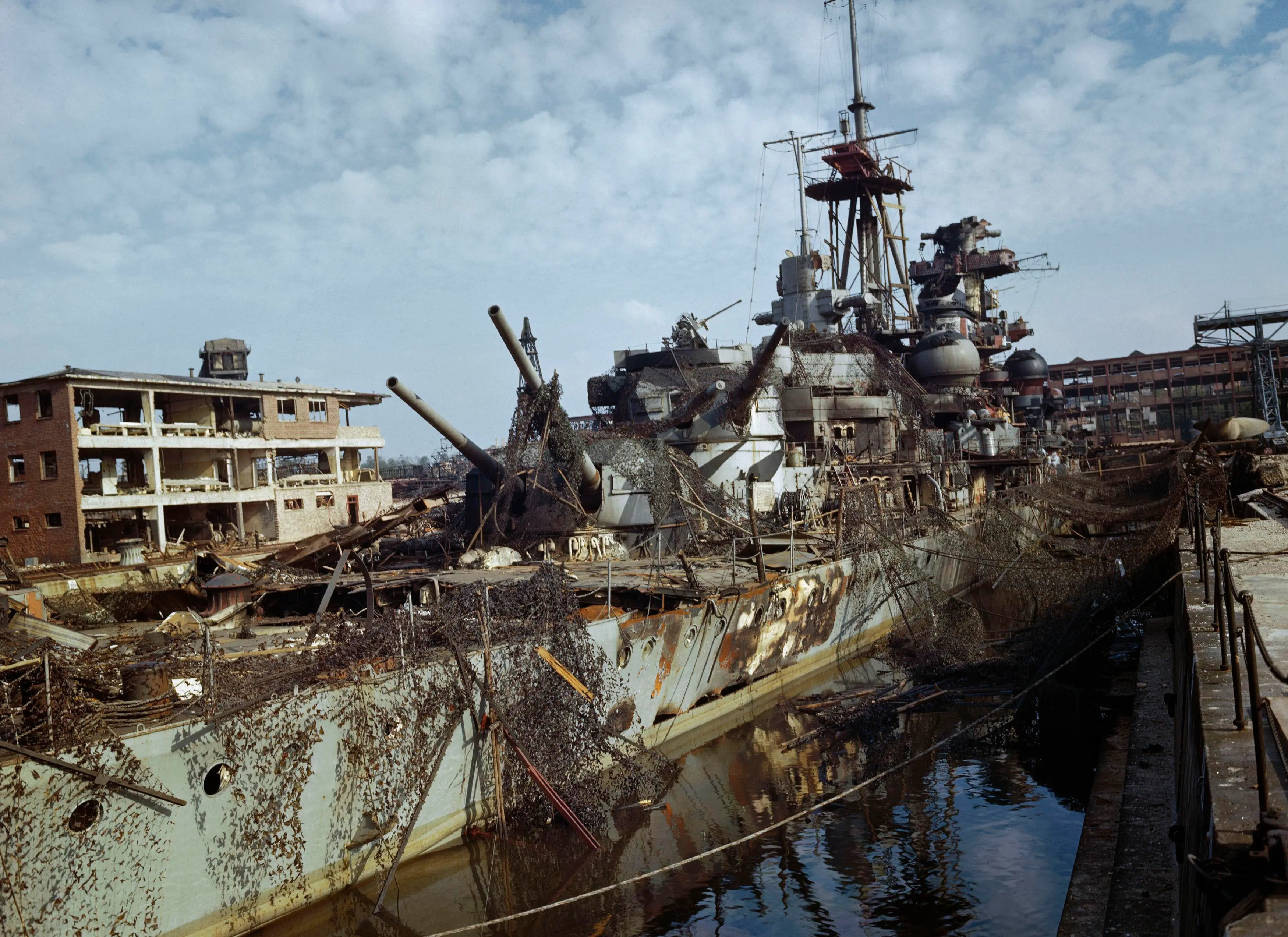
De vernielde Admiral Hipper in het droogdok te Kiel
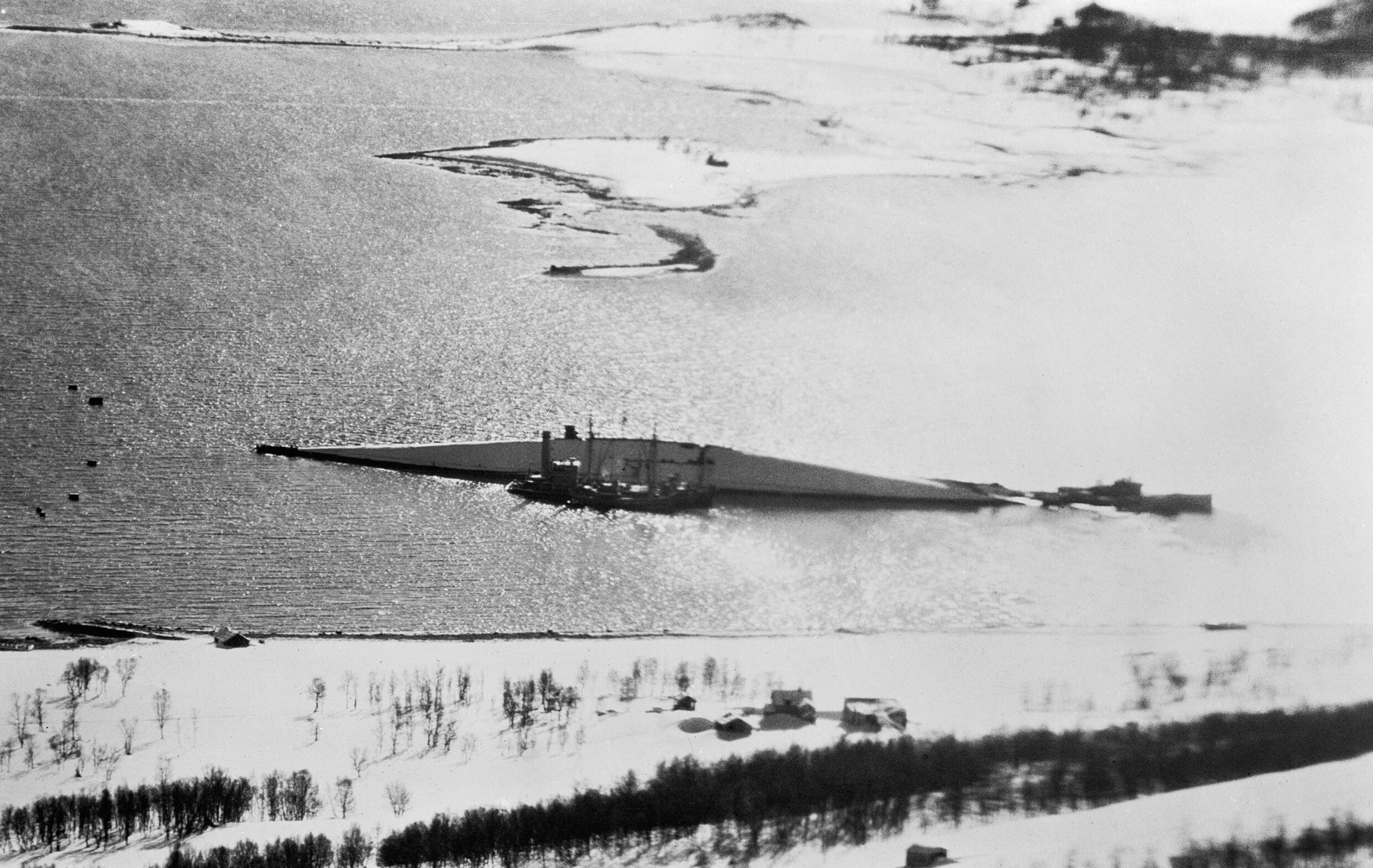
De gekapseisde Tirpitz te Tromsø
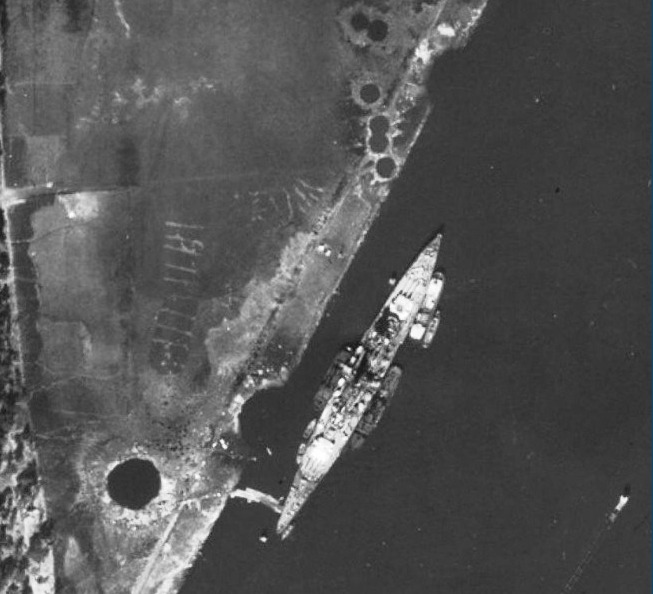
De Lützow nog deels boven water, maar gezonken in de Kaiserfahrt te Świnoujście.
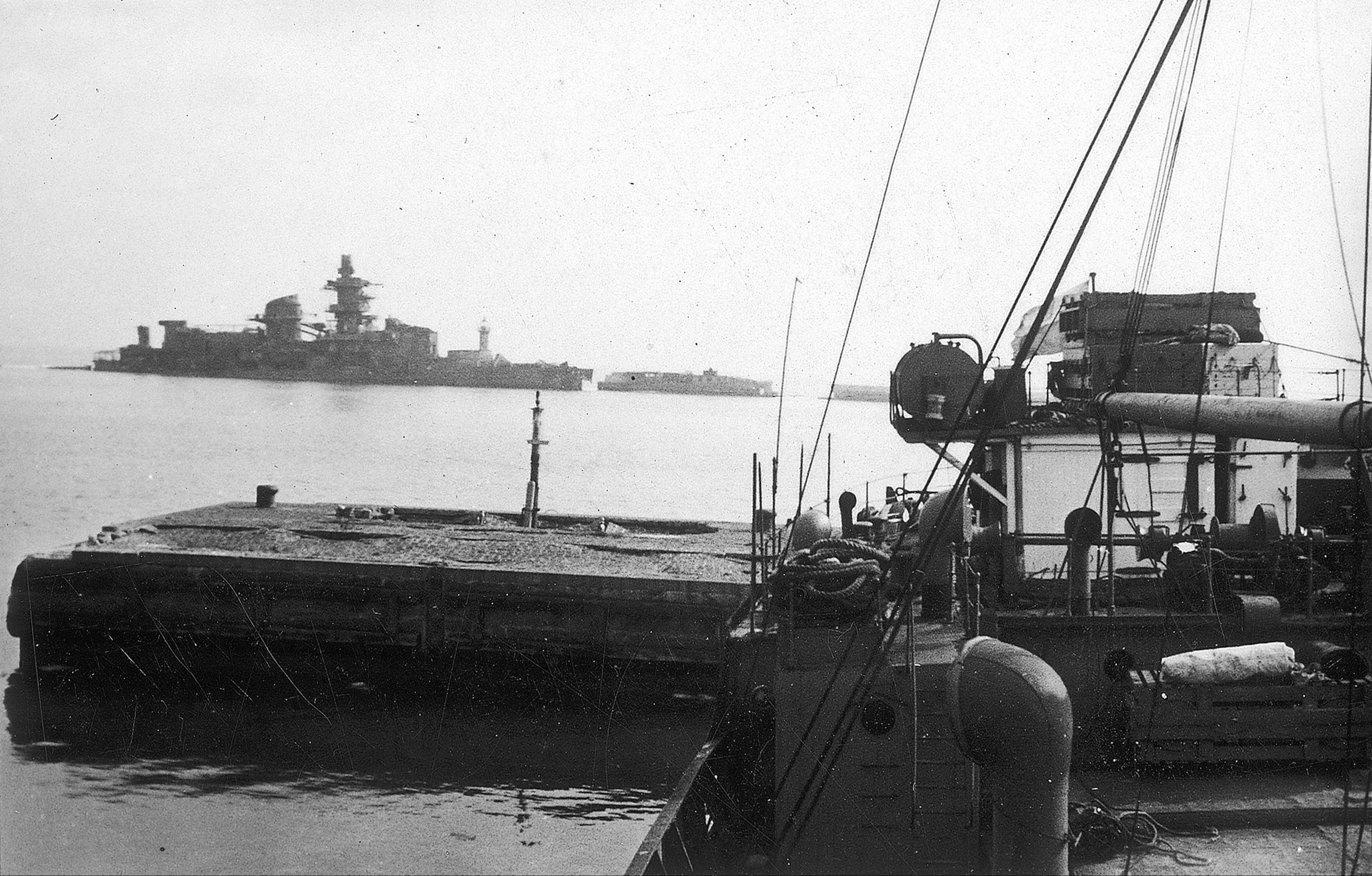
De Gneisenau als blokschip gezonken in de haven van Gdynia
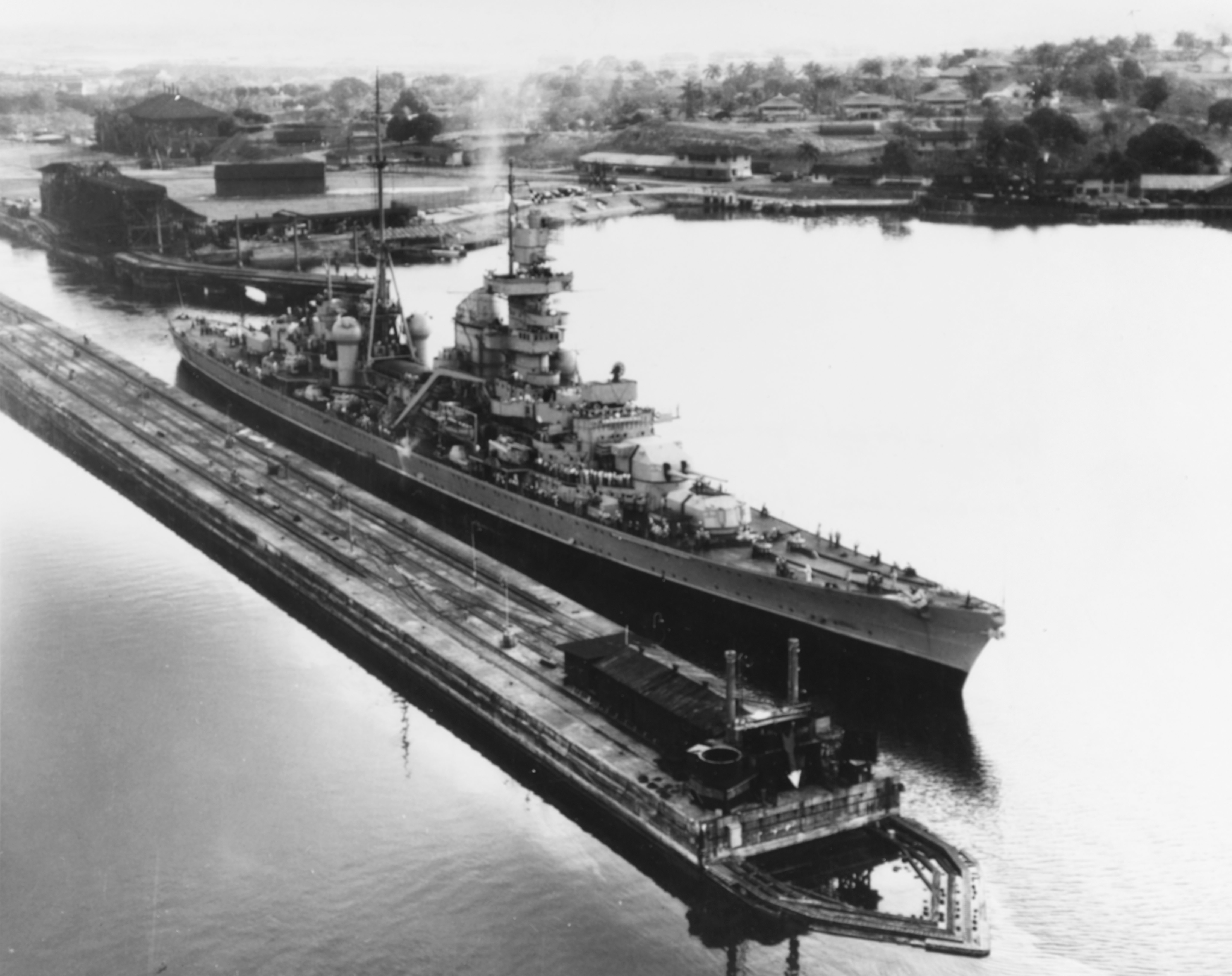
De Prinz Eugen in het Panamakanaal, op weg naar de kernproef op Bikini

## Het functioneren van de U-boten

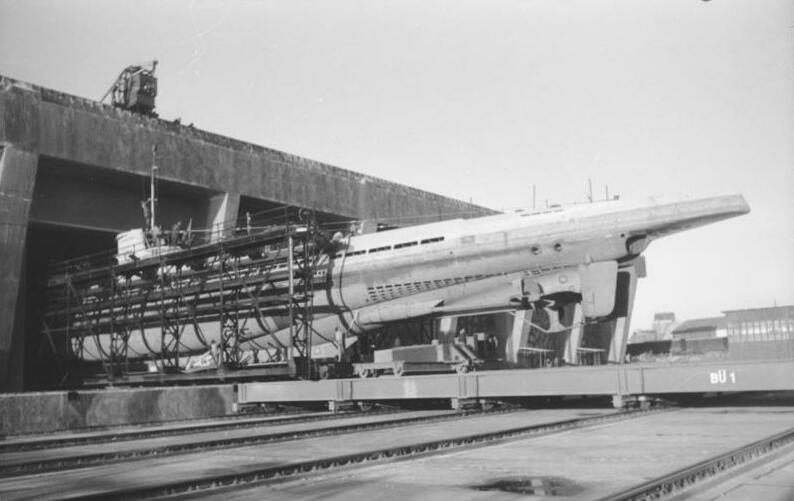
De duikbootbasis in Lorient

In tegenstelling tot de oppervlaktemarine opereerden de U-boten met meer succes vooral in de eerste jaren. In de jaren 1940-1942 waren de geallieerden niet goed in staat om de Duitsers het hoofd te bieden op zee. Na de veroveringen van Noorwegen en Frankrijk kregen de Duitsers er bovendien strategische uitvalsbases bij. Er werden op tien plekken - verdeeld over Noorwegen, Duitsland en Frankrijk - speciale onderzeebootbases gebouwd in Lorient (met hoofdkwartier), Trondheim, Bergen, Helgoland, Brest, Saint-Nazaire, La Pallice, Bordeaux, Hamburg en Bremen. Hier konden de U-boten beschutting zoeken tegen geallieerde vliegtuigen en waren ze veilig tijdens reparaties. Hoewel diverse van deze bunkers hevig werden aangevallen, werd geen van allen door bombardementen uitgeschakeld.
Pas toen de Britten de Enigma-codes met behulp van Ultra snel konden ontcijferen en hun radar sterk verbeterd was, kwam er een keerpunt in de U-bootoorlog. Zonder dat de Duitsers wisten dat hun codes ontcijferd werden, gaven de U-bootkapiteins hun posities door. Waar in 1943 nog een tonnage van 2,3 miljoen tot zinken werd gebracht, steeg vanaf mei 1943 het aantal verloren U-boten ook drastisch. Waar in 1942 het aantal van 87 U-boten tot zinken werd gebracht, was dit alleen al in mei 1943 al 43 stuks.
Tijdens de oorlog verloor Duitsland ruim 750 van de gevechtsklare ruim 1150 onderzeeboten en 75% van alle oppervlakteschepen. Ruim 60.000 mannen overleefden de zeegevechten niet, ongeveer gelijk verdeeld over oppervlakteschepen en de onderzeeboten.

## Commandanten
| Rang           | Naam                      | Begin           | Eind            | Opmerking                         |
| -------------- | ------------------------- | --------------- | --------------- | --------------------------------- |
| Großadmiral    | Erich Raeder              | 30 juni 1935    | 31 januari 1943 |                                   |
| Großadmiral    | Karl Dönitz               | 23 januari 1943 | 1 mei 1945      |                                   |
| Generaladmiral | Hans-Georg von Friedeburg | 1 mei 1945      | 23 mei 1945     | Pleegde op 23 mei 1945 zelfmoord. |
| Generaladmiral | Walter Warzecha           | 22 mei 1945     | 23 juli 1945    |                                   |

## Na de oorlog
Een deel van de Kriegsmarine werd na de oorlog door de westelijke geallieerden in stand gehouden als mijnenruimdienst. Op 31 december 1947 werd ook dit laatste restant van de Kriegsmarine ontbonden. In de jaren 50 werden in Bondsrepubliek Duitsland en de Duitse Democratische Republiek respectievelijk de Bundesmarine en de Volksmarine opgericht. Na de Duitse hereniging in 1990 werden ze verenigd tot de Deutsche Marine.
Drie U-boten werden als museum bewaard (plus een die later werd geborgen). Verder herinneren enkel nog twee drieloops geschutstorens van de Gneisenau, die deel uitmaakten van de restanten van de Atlantikwall in Noorwegen, de scheepsbel van de Admiral Hipper, een der schroeven van de Prinz Eugen en een plaatselijke gedenksteen aan de voormalige Kriegsmarine.